# Fiat G.91
De Fiat G.91 was een Italiaans jachtvliegtuig dat oorspronkelijk werd gebouwd door de firma Fiat Aviazione en later Aeritalia.

## Geschiedenis
De G.91 won in de jaren 50 een NAVO-competitie en werd daarna gebruikt door diverse lidstaten, zoals West-Duitsland, Portugal en het land van oorsprong. De G.91 werd ook door andere landen gebruikt, waaronder Angola.

## Specificaties
De G.91 had of vier machinegeweren gemonteerd op het vliegtuig of twee 30 mm-kanonnen. De maximumsnelheid van de G.91 is 1.086 km/u.